# Дивуље
Дивуље су насељено место у саставу града Трогира, Сплитско-далматинска жупанија, Република Хрватска.

## Географски положај
Дивуље се налазе у приобаљу, у близини Трогира, на обалама Каштеланског залива.
Око Дивуља се узгајају винова лоза, смокве и маслине.

## Историја
До територијалне реорганизације у Хрватској налазиле су се у саставу старе општине Трогир.

## Становништво
На попису становништва 2011. године, Дивуље су имале 26 становника.
| Број становника по пописима | Број становника по пописима | Број становника по пописима | Број становника по пописима | Број становника по пописима | Број становника по пописима | Број становника по пописима | Број становника по пописима | Број становника по пописима | Број становника по пописима | Број становника по пописима | Број становника по пописима | Број становника по пописима | Број становника по пописима | Број становника по пописима | Број становника по пописима |
| --------------------------- | --------------------------- | --------------------------- | --------------------------- | --------------------------- | --------------------------- | --------------------------- | --------------------------- | --------------------------- | --------------------------- | --------------------------- | --------------------------- | --------------------------- | --------------------------- | --------------------------- | --------------------------- |
| 1857.                       | 1869.                       | 1880.                       | 1890.                       | 1900.                       | 1910.                       | 1921.                       | 1931.                       | 1948.                       | 1953.                       | 1961.                       | 1971.                       | 1981.                       | 1991.                       | 2001.                       | 2011                        |
| 0                           | 0                           | 0                           | 0                           | 0                           | 0                           | 0                           | 0                           | 36                          | 552                         | 361                         | 36                          | 58                          | 32                          | 37                          | 26                          |

Напомена: Исказује се од 1948, и то у 1948. као део насеља, а од 1953. као насеље.

### Попис1991.
На попису становништва 1991. године, насељено место Дивуље је имало 32 становника, следећег националног састава:
| Попис 1991.‍ | Попис 1991.‍ | Попис 1991.‍ | Попис 1991.‍ | Попис 1991.‍ |
| ----------- | ----------- | ----------- | ----------- | ----------- |
|             |             |             |             |             |
| Хрвати      | Хрвати      |             | 32          | 100%        |
| укупно: 32  |             |             |             |             |